# Raney Aronson-Rath

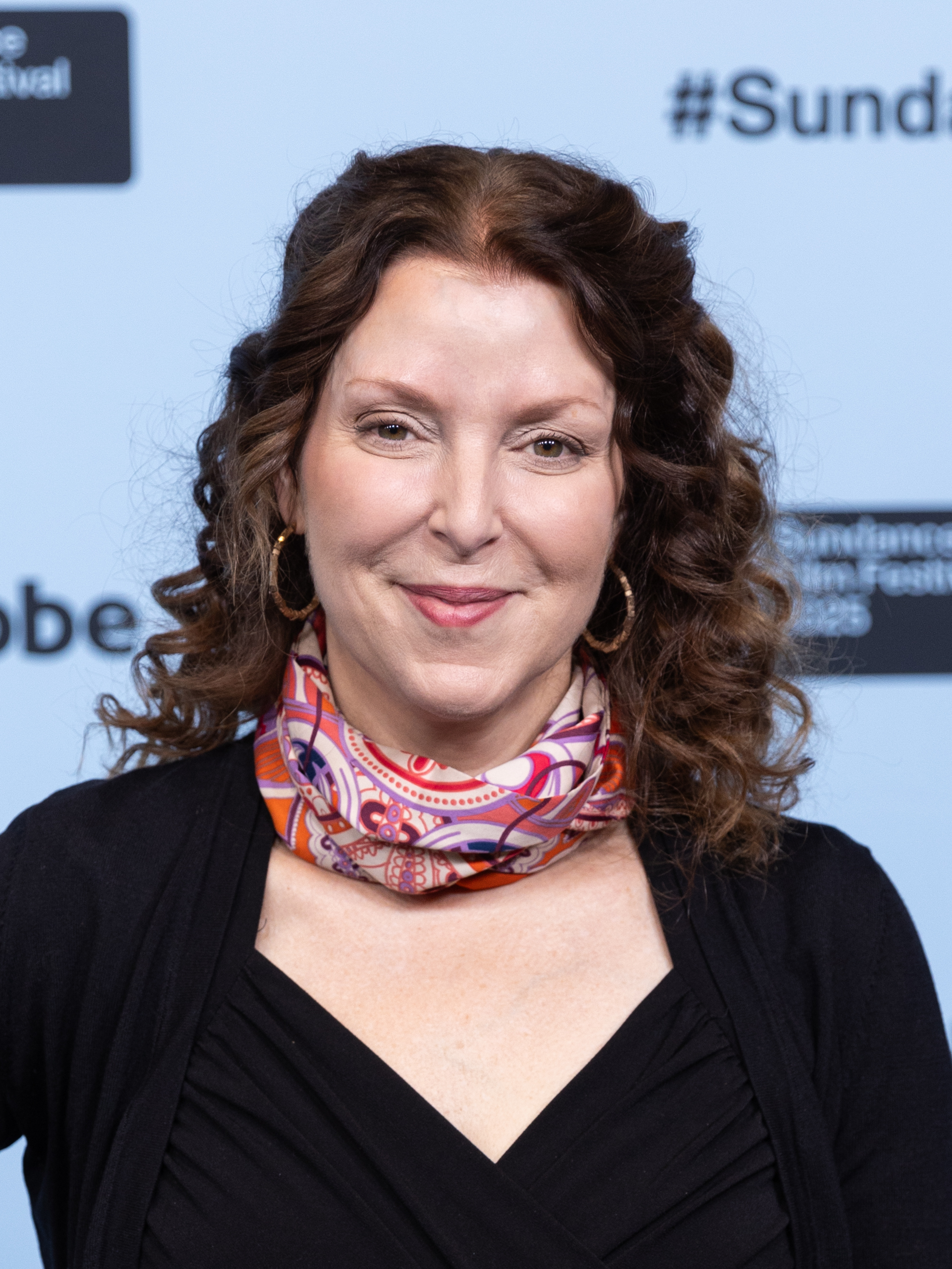
Raney Aronson-Rath (2025)

Raney Aronson-Rath ist eine US-amerikanische Journalistin und Fernsehproduzentin. Sie produziert seit 2007 für die investigative Dokumentarserie Frontline auf PBS.

## Leben
Raney Aronson-Rath wuchs in Vermont auf. Sie studierte Indologie an der University of Wisconsin und legte dort 1992 ihren Bachelor ab. Ihre journalistische Karriere begann sie in Taipeh, Taiwan, wo sie für die kleine englischsprachige Tageszeitung The China Post arbeitete. Anschließend studierte sie Journalismus an der Columbia University Graduate School of Journalism, wo sie 1995 ihren Masterabschluss machte.
Im Anschluss arbeitete sie für verschiedene Zeitschriften, Fernsehsender und Nachrichtensendungen, darunter ProPublica, PBS News Hour, The New York Times, CBC Television und Univision. Sie sattelte dann zur Produktion von Nachrichtensendungen um und begann für ABC News, The Wall Street Journal und MSNBC zu produzieren. Außerdem drehte sie mehrere Dokumentarfilme für Frontline, unter anderem über eine Abtreibungsklinik und christliche Bewegungen.
2007 kam sie offiziell zu Frontline. 2012 wurde sie dort Deputy Editor unter David Fanning. 2015 wurde sie Executive Producer. Unter ihrer Leitung wurde der YouTube-Channel der Sendung eingerichtet sowie das Transparency Project, das sich zur Aufgabe gemacht hat, Institutionen und Beamte zur Verantwortung zu ziehen, indem sie ihre Entscheidungen und Handlungen beleuchten.
Aronson-Rath gehört der Knight Commission on Trust, Media, and Democracy, dem Vorstand der Ehemaligenvereinigung der Columbia University’s Journalism School sowie dem Beirat der Columbia Global Reports an.

## Filmografie (Auswahl)
- 2023: 20 Tage in Mariupol (20 днів у Маріуполі, Dokumentarfilm)
- 2025: 2000 Meters to Andriivka (Dokumentarfilm)

## Auszeichnungen
Während ihrer Karriere erhielt sie zahlreiche Auszeichnungen, darunter 30 News & Documentary Emmy Awards sowie drei Peabody Awards. Bei der Oscarverleihung 2024 erhielt sie zusammen mit Mstyslaw Tschernow und Michelle Mizner für den Dokumentarfilm 20 Tage in Mariupol aus der Frontline-Reihe den Oscar für den besten Dokumentarfilm. Ebenfalls 2024 wurde sie zum Mitglied der American Academy of Arts and Sciences gewählt.